# Onthophagus thomsoni
Onthophagus thomsoni é uma espécie de inseto do género Onthophagus, família Scarabaeidae, ordem Coleoptera.
Foi descrita cientificamente por Bates em 1888.